# Lomaspilis opis
Lomaspilis opis is een vlinder uit de familie spanners (Geometridae). De wetenschappelijke naam is voor het eerst geldig gepubliceerd in 1878 door Butler.
De soort komt voor in Europa.